# Toyota Canada Inc.
Toyota Canada Inc. (TCI) est le distributeur exclusif des voitures, VUS et camions Toyota, Lexus et Scion au Canada. Fondée en 1964, Toyota a vendu plus de quatre millions de véhicules au Canada au moyen d’un réseau national de 285 concessionnaires Toyota, Lexus et Scion. Le siège social de TCI se trouve à Toronto (Ontario) et la société compte des bureaux régionaux à Vancouver, Calgary, Montréal et Halifax, ainsi que des centres de distribution des pièces à Toronto et à Vancouver. En janvier 2013, TCI est devenue une filiale de Toyota Motor Corporation (TMC) avec une participation de 51 %; Mitsui & Co. Ltd. possède 49 % des actions à titre d’actionnaire minoritaire. M. Seiji Ichii est président-directeur général de Toyota Canada. Il a remplacé M. Yoichi Tomihara, le 1er janvier 2012. En octobre 1990, TCI a élargi ses opérations et la société a commencé à vendre aux Canadiens des véhicules de luxe de marque Lexus. Vingt ans plus tard, en octobre 2010, TCI a de nouveau élargi ses activités de vente en offrant les véhicules de marque Scion au Canada. En février 2014, on comptait au Canada 247 franchises Toyota, 38 franchises Lexus and 90 franchises Scion.
En 2013, près de la moitié (49,2 %) de tous les véhicules Toyota vendus au Canada étaient fabriqués chez Toyota Motor Manufacturing Canada (en), Inc. (TMMC), et 82,4 % dans une des 14 usines Toyota disséminées dans toute l’Amérique du Nord. En comparaison, en 2001, seulement 32,1 % des véhicules Toyota vendus au Canada étaient fabriqués au pays, et seulement 45,1 % en Amérique du Nord. En décembre 2013, Toyota et ses concessionnaires avaient déjà investi au Canada plus de 9 milliards de dollars CDN, et employé plus de 23 000 canadiens d’un océan à l’autre.

## Fabrication et conception

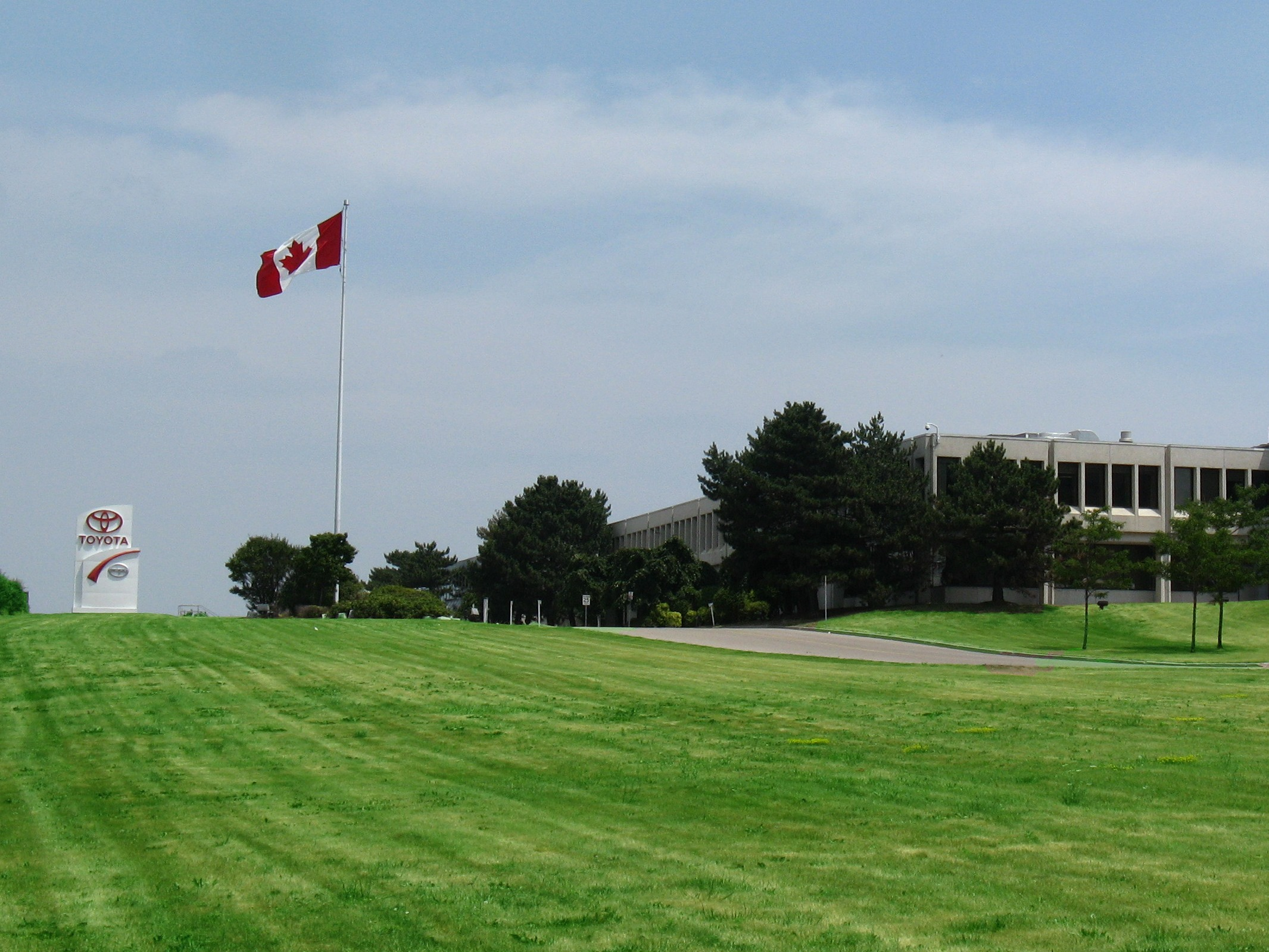
Siège social de TCI.

Toyota exploite deux centres de fabrication de véhicules au Canada, Toyota Motor Manufacturing Canada (en), Inc. (TMMC) qui construisent les populaires véhicules Toyota et Lexus destinés au marché nord-américain. La Toyota Corolla, la Toyota Matrix, la Lexus RX 350 et la Lexus RX 450h hybride sont fabriquées aux usines Nord et Sud de TMMC à Cambridge. Les Toyota RAV4 et RAV4 EV (véhicule électrique destiné au marché nord-américain) sont fabriqués à l’usine de TMMC à Woodstock qui a ouvert ses portes en 2007.
Depuis le début de ses activités en 1988, TMMC construit pour les consommateurs canadiens et américains plus de 5,6 millions de véhicules dont la très grande majorité est exportée vers les États-Unis. En septembre 2003, les installations de TMMC à Cambridge sont agrandies et cette usine Toyota devient la première, hors du Japon, à fabriquer des véhicules de luxe (Lexus RX). Ce centre restera vraisemblablement le seul endroit dans lequel les Lexus sont fabriquées hors des frontières japonaises jusqu’à l’automne 2015, lorsque la production de la Lexus ES 350 sera amorcée dans les installations Toyota Motor Manufacturing Kentucky (en), Inc. (TMMK). En 2013, TMMC est l’endroit en Amérique du Nord dans lequel le plus grand nombre de véhicules Toyota (505 335 véhicules) est construit. TMMC est la seule usine Toyota nord-américaine, et le seul fabricant de véhicules canadien assemblant à la fois des véhicules dotés d’une technologie hybride évoluée (Lexus RX 450h) et des véhicules électriques (Toyota RAV4 EV).
Des groupes sans lien avec Toyota reconnaissent régulièrement la détermination de l’entreprise à fournir aux consommateurs des véhicules sûrs, durables et fiables. L’usine de TMMC remporte 11 prix pour sa qualité de fabrication J.D. Power & Associates (en), notamment six prix Or et le très prisé prix Platine pour la qualité de fabrication en 2011 – il s'agit de la première fois qu’une usine Toyota gagne ce prix à l’extérieur du Japon,.
Toyota exploite également plusieurs centres de fabrication de pièces au Canada, notamment le Canadian Auto Parts Toyota, Inc. (CAPTIN), une filiale à cent pour cent de TMC qui construit des roues en alliage d’aluminium, destinées au marché international. Établies à Delta, en Colombie-Britannique, depuis 1983, ces installations d’une superficie de 24 645 m² fabriquent approximativement 1,7 million de roues en alliage d’aluminium et employaient 310 personnes en 2013. En août 2011, le centre CAPTIN et l’Université de Colombie-Britannique annoncent leur association pour parfaire le processus de fabrication ayant trait à la coulée à refroidissement par l’eau dans le but de construire des roues en aluminium plus solides, plus légères et meilleur marché.
Le Centre d’essai en région froide de Toyota Canada ouvre ses portes en 1974 à Timmins, pour éprouver le rendement de véhicules de toute la gamme internationale Toyota dans le but d’assurer une performance optimale dans des conditions de froid extrême. Grâce à l’ajout d’une chambre froide, Toyota peut effectuer des tests sur ses véhicules tout au long de l’année, à des températures très rudes sous zéro, afin de répondre aux attentes les plus exigeantes de sa clientèle.

## Sécurité
En 2011, Toyota lance le Star Système de Sécurité en équipement de série sur chaque nouveau véhicule. Ce système comporte six technologies évoluées de prévention des accidents :
1. Système de freins antiblocage (ABS) - Contribue à empêcher le blocage des roues en « modulant » la pression de freinage transmise à chaque roue, permettant ainsi au conducteur de conserver la maîtrise du véhicule en situation de freinage d’urgence.
2. Assistance au freinage – Conçu pour détecter un freinage soudain ou brusque et ajouter toute la pression nécessaire et contribuer ainsi à prévenir une collision.
3. Répartiteur électronique de force de freinage (EBD) – Contribue à conserver la stabilité du véhicule pendant un freinage.
4. Dispositif de contrôle de la stabilité du véhicule (VSC) - Aide à empêcher le patinage des roues et à prévenir la perte d’adhérence en réduisant la puissance du moteur et en appliquant la force de freinage aux roues qui en ont besoin.
5. Régulateur de traction - Contribue au maintien de la traction sur des surfaces mouillées, glacées, non pavées ou inégales en appliquant une force de freinage à la (aux) roue(s) qui patinent.
6. Technologie d’arrêt intelligent - Réduit automatiquement la puissance du moteur et donne la priorité au freinage quand le conducteur enfonce simultanément les freins et l’accélérateur.

En janvier 2011, Toyota lance le Collaborative Safety Research Center (CSRC) dont l’objectif est de stimuler les améliorations en matière de sécurité automobile en Amérique du Nord. Toyota partage son expertise, sa technologie et ses données avec de nombreux partenaires de recherche, notamment l’Université de Toronto qui met l’accent sur certaines des questions les plus pressantes à l’heure actuelle, allant de l’amélioration des interfaces conducteur/véhicule à la mise au point de systèmes de sécurité pré-collision évolués. Mais surtout, Toyota partage ses propres résultats de recherche pour que toute l’industrie automobile puisse en profiter.
Toyota s’associe également avec d’autres partenaires qui mènent des recherches sur la sécurité routière, qui élaborent des programmes de conduite prudente et des nouvelles technologies pour la sécurité, ou qui offrent des programmes pratiques d’éducation sur la conduite automobile. La Fondation de recherches sur les blessures de la route (FRBR) est l’institut de recherche sur la sécurité routière du Canada. Depuis 2002, Toyota Canada s’associe à la FRBR pour mener des études et mettre au point des ressources éducatives à l’intention des jeunes conducteurs, et plus récemment, pour trouver des moyens d’aider tous les canadiens à mieux comprendre un large éventail souvent complexe d’outils technologiques axés sur la sécurité dans les véhicules actuels.
kartSTART est un programme pratique sur la conduite automobile dans lequel on utilise des « go-karts » pour expliquer aux jeunes conducteurs les exigences et la dynamique du comportement au volant.

## Technologie avancée et groupe propulseur
TCI commercialise des véhicules hybrides électriques de marque Toyota et Lexus à l’échelle du Canada, notamment la Prius, le tout premier véhicule grand public hybride à essence-électricité au monde. Depuis le lancement de la Prius au Canada en 2000, Toyota et Lexus ont ajouté neuf autres véhicules hybrides et un véhicule hybride branchable à sa gamme de modèles au Canada :
1. Toyota Prius
2. Toyota Prius c
3. Toyota Prius v
4. Toyota Prius hybride branchable
5. Toyota Camry Hybrid
6. Toyota Highlander hybride
7. Lexus CT 200h
8. Lexus ES 300h
9. Lexus GS 450h
10. Lexus LS 600h L
11. Lexus RX 450h

## Environnement
Depuis 2001, Toyota Canada Inc. maintient l’homologation ISO 14001 ayant trait à un système de gestion environnementale efficace (SGE). Le siège social de TCI est le premier établissement de Toyota à obtenir cette certification en Amérique du Nord. TCI adopte une politique environnementale dans laquelle la société définit son engagement de réduire en permanence l’impact quotidien de ses activités, de ses services et de ses opérations. TCI contribue également à la publication annuelle d’un Rapport environnemental pour l’Amérique du Nord sur les progrès et les succès de l’entreprise, ainsi que sur les inspirations pour l’avenir. Un certain nombre de concessionnaires Toyota au Canada ont également obtenu la certification LEED Or qui correspond à l’une des normes LEED les plus élevées, et ce, grâce aux nombreuses mesures de pointe intelligentes dont ils ont doté leurs installations.
Depuis 2000, au moyen de sa Classe verte Evergreen Toyota, Toyota Canada et ses concessionnaires distribuent plus de 2,5 millions de dollars en bourses d’études à 2 046 écoles uniques, et touchent plus d’un million d’élèves grâce à des projets qui ont transformé des cours d’école dénudées en sources de merveilles de la nature. Le programme de TCI réunit trois des objectifs chers à Toyota - écologiser le milieu, encourager la participation communautaire et sensibiliser davantage la nouvelle génération à l’environnement.